# Aito (Ndelele)
Pour les articles homonymes, voir Aito.
 (juin 2021).
Si vous disposez d'ouvrages ou d'articles de référence ou si vous connaissez des sites web de qualité traitant du thème abordé ici, merci de compléter l'article en donnant les références utiles à sa vérifiabilité et en les liant à la section « Notes et références ».
Aito est un village du Cameroun, situé dans la région de l'Est et dans le département de la Kadey. Il est localisé dans la commune de Ndelele sur la route de Ndelele à Kobi et à Batouri.

## Population
Aito fait partie du canton Kaka Bera. En 1965, 90 habitants sont recensés à Aito principalement des kaka. 
Le recensement de 2005 y dénombre 259 habitants dont 121 de sexe masculin et 138 de sexe féminin.